# 1993年度叱咤樂壇流行榜頒獎典禮得獎名單
1993年度叱咤樂壇流行榜頒獎典禮得獎名單列出1993年度叱咤樂壇流行榜頒獎典禮所頒發的獎項及得獎者，這個頒獎禮由香港商業電台舉辦，於1994年1月12日晚上8時在香港體育館舉行。

## 得獎名單

#### 叱咤樂壇男歌手
- 金獎：張學友
  - 上榜歌曲：還是覺得你最好、日出時讓戀愛終結、夜了...又破曉、吻別、舊情綿綿、等你回來、不經不覺、永不放棄、祝福、你是我今生唯一傳奇、祇想一生跟你走、忘記他、等你等到我心痛
  - 演繹歌曲：等你等到我心痛
- 銀獎：劉德華
  - 上榜歌曲：火燙、該走的時候、永不放棄、你是我的夢、不能沒有你、獨自去偷歡、謝謝你的愛、永遠寂寞、答案就是你、情人Happy Birthday、今夜夢還暖
  - 演繹歌曲：謝謝你的愛
- 銅獎：黎明[1]
  - 上榜歌曲：傻癡癡、真的愛情定可到未來、YA YA YA、孤單的人孤單的我、深秋的黎明、永不放棄、I Love You OK?、願你今夜別離去、夏日燒著了、夏日傾情、不可推搪
  - 演繹歌曲：不可推搪

#### 叱咤樂壇女歌手
- 金獎：王靖雯
  - 上榜歌曲：多得他、執迷不悔、流非飛、冷戰、忘掉你像忘掉我、季候風、不再兒嬉、Summer Of Love、如風
  - 演繹歌曲：流非飛
- 銀獎：林憶蓮
  - 上榜歌曲：多得他、當愛已成往事、始終一天、假如讓你吻下去、震撼、我沒有恨誰、戀愛在不遠處等我、暗示、情人、不如重新開始、天大地大
  - 演繹歌曲：天大地大
- 銅獎：葉蒨文
  - 上榜歌曲：選擇、曾經心疼、走火入魔、原來愛過以後、女人的眼淚、完全是你、你今天要走
  - 演繹歌曲：完全是你

#### 叱咤樂壇組合
- 金獎：草蜢
  - 上榜歌曲：再見Rainy Days、只想跟你遇見、寶貝對不起、一秒轉機、朋友、世界會變得很美、熱力節拍Wou Bom Ba
  - 演繹歌曲：一秒轉機
- 銀獎：軟硬天師
  - 上榜歌曲：廣播道Fans殺人事件、點解要大家笠、請勿客氣、點解要大家Plug、鈴通天地線、Hi! Ho!
  - 演繹歌曲：廣播道Fans殺人事件
- 銅獎：太極
  - 上榜歌曲：正義勇士、小雨落在我的胸口、一個戀愛故事、For You And I、獻給Pauline、害怕受傷的男人、一生不再說別離
  - 演繹歌曲：獻給Pauline

#### 叱咤樂壇生力軍男歌手
- 金獎：鄭嘉穎
  - 上榜歌曲：分分鐘記起、迷失的女孩、一千個願意
  - 演繹歌曲：一千個願意
- 銀獎：馬浚偉
  - 上榜歌曲：幸運就是遇到妳、夜長夢多
  - 演繹歌曲：幸運就是遇到妳

#### 叱咤樂壇生力軍女歌手
- 金獎：王馨平
  - 上榜歌曲：在你走的一天、難忘初戀、別問我是誰、不要慰問
  - 演繹歌曲：別問我是誰
- 銀獎：吳君如
  - 上榜歌曲：多得你放棄、不清不楚、廢話、恭喜發財利是來
  - 演繹歌曲：多得你放棄
- 銅獎：許秋怡
  - 上榜歌曲：Hey Paula、偷偷想你、情沒有十分、過份
  - 演繹歌曲：情沒有十分

#### 叱咤樂壇過江龍
- 金獎：吳奇隆
  - 上榜歌曲：追夢、煙火、一天一天等下去、祝你一路順風、死心不息、Loving You、愛出個未來
  - 演繹歌曲：煙火
- 銀獎：周華健
  - 上榜歌曲：花心、孤枕難眠、明天我要嫁給你、萍水相逢、曾經滄海也是愛
- 銅獎：林志穎
  - 上榜歌曲：是不是你、我對天空說愛你、戲夢、全新的愛、牽掛你的我、我有一顆熾熱的心、生日禮物、我的心是一個美麗的窗口

#### 叱咤樂壇我最喜愛的本地創作歌曲大獎
- 《海闊天空》（Beyond）
  - 最后五强：李克勤《回首》、郭富城《狂野之城》、黎瑞恩《一人有一個夢想》、王靖雯《不再兒嬉》、Beyond《海闊天空》

#### 叱咤樂壇我最喜愛的歌曲大獎
- 《祇想一生跟你走》（張學友）
  - 最后五强：刘德华《永远寂寞》、張學友《祇想一生跟你走》、郭富城《狂野之城》、黎明《夏日傾情》、王靖雯《執迷不悔》

#### 叱咤樂壇作曲家CASH大獎
- 黃尚偉

#### 叱咤樂壇填詞人CASH大獎
- 周禮茂

#### 叱咤樂壇唱片監製大獎
- 梁榮駿

#### 叱咤樂壇大碟IFPI大獎
- 《不如重新開始》（林憶蓮）
  - 上榜歌曲：當愛已成往事、始終一天(Remix)、假如讓你吻下去、震撼、戀愛在不遠處等我、不如重新開始、天大地大
  - 演繹歌曲：暗示

#### 叱咤樂壇全國專業推介
- 金獎：《祇想一生跟你走》（張學友）
- 銀獎：《還是覺得你最好》（張學友）
- 銅獎：《你是如此難以忘記》（梁朝偉）

#### 叱咤樂壇至尊歌曲大獎
- 狂野之城（郭富城）